# Alberto Rodríguez Carroza
Alberto Rodríguez Carroza, conegut futbolísticament com a Carroza (Santa Coloma de Gramenet, 19 de febrer de 1983) és un futbolista català que juga de migcentre defensiu.

## Trajectòria esportiva
Carroza es va formar a les categories inferiors del FC Barcelona. El 2002, en el seu primer any d'amateur, va debutar a Tercera Divisió amb el FC Barcelona C, i el 2004 va ser ascendit al FC Barcelona B. Al primer filial blaugrana no va tenir gaires oportunitats i al mercat d'hivern va ser cedit al Girona. La seva aportació no va poder salvar el Girona del descens a Tercera.
De nou al Barça, Carroza va disputar una temporada al segon filial, a Tercera Divisió. La temporada 2006-07, Carroza va anar cedit al CF Gavà, amb el qual va aconseguir l'ascens a Segona B. Això li va obrir les portes del Terrassa FC, club en el qual Carroza va militar durant tres temporades a la categoria de bronze.
El Terrassa va baixar a Tercera l'any 2010, moment en què Carroza va fitxar pel CF Badalona. Amb l'equip escapulat Carroza només va disputar 14 partits, només 3 de titular.
L'estiu de 2011, Carroza és cridat per Piti Belmonte i fitxa per la UE Sant Andreu.